# كريس لامبرت
كريس لامبرت (بالإنجليزية: Chris Lambert)‏ هو لاعب كرة قاعدة أمريكي، ولد في 8 مارس 1983 في بورلينغامي في الولايات المتحدة.

## وصلات خارجية
- كريس لامبرت على موقع دوري كرة القاعدة الرئيسي (الإنجليزية)
- كريس لامبرت على موقعبيزبول رفرنس.كوم (الدوري الرئيسي) (الإنجليزية)
- كريس لامبرت على موقعبيزبول رفرنس.كوم (الدوري الثانوي) (الإنجليزية)
- كريس لامبرت على موقع إي إس بي إن.كوم (أم.أل.بي) (الإنجليزية)
- كريس لامبرت على موقع مشجعي الرسوم البيانية (الإنجليزية)